# Nectria mariannaeae
Nectria mariannaeae är en svampart som beskrevs av Samuels & Seifert 1991. Nectria mariannaeae ingår i släktet Nectria och familjen Nectriaceae.   Inga underarter finns listade i Catalogue of Life.